# Maison Pallavicini
 (octobre 2024).
Améliorez-le ou discutez des points à vérifier. 
 (juillet 2024).
Si vous disposez d'ouvrages ou d'articles de référence ou si vous connaissez des sites web de qualité traitant du thème abordé ici, merci de compléter l'article en donnant les références utiles à sa vérifiabilité et en les liant à la section « Notes et références ».
Pour les articles homonymes, voir Pallavicino.
Les Pallavicini, dits également Pallavicino, sont l'une des plus illustres familles patriciennes de l'Italie septentrionale du Moyen Âge et une des plus florissantes. Ils eurent des pouvoirs accrus dans l'aire géographique comprise entre Crémone, Parme et Plaisance, où il constituèrent un état appelé État des Pallavicino qui comprenait Busseto, Zibello, Cortemaggiore, etc.) et qui bénéficia d'une indépendance jusqu'à ce qu'ils fussent soumis aux Farnèse de Parme et Plaisance.

## Origines
Les Pallavicino appartenaient à la branche adalbertino de la lignée obertenga dont faisait partie aussi les marquis de Massa, Corse, Parodi et Gavi. Les ancêtres des Pallavicino provenaient d'une branche mineure de la famille qui s'était installée dans la vallée padane entre Crémone et Plaisance. D'un marquis Oberto, vivant vers 1100, proviennent aussi bien les Pallavicino que l'antique famille crémonèse des Cavalcabò encore existante. Ce fut le fils d'Oberto, le marquis Oberto, à prendre le surnom de Pelavicino (« pèle-voisin »), surnom moqueur certainement en référence à sa rapacité. Ses héritiers héritèrent de ce surnom devenant ainsi le nom de la famille sous sa forme Pallavicino. Oberto obtint de l'empereur Frédéric Barberousse la confirmation des fiefs en héritage dans la plaine autour de Arda, l'antique comté de Aucia et futur État Pallavicino. Son petit-fils Guglielmo, mort en 1217, fut à l'origine de toutes les lignées importantes de la famille issu des petits fils Oberto, Manfredo et Pelavicino.

## Pallavicino de Scipione
Manfredo et ses descendants eurent le titre de Marquis de Scipione, aujourd'hui hameau de Salsomaggiore Terme, qui faisait alors partie du marquisat. Ses descendants généralement du parti gibelin eurent d'importantes charges publiques (maire, capitaine, gouverneur) dans les plus grandes communes, et il se lièrent aux Sforza de Milan de qui ils reçurent (avec le marquis Pietro en 1450) la confirmation des fiefs. Des trois fils de Pietro (Giovanni, Nicolò e Ludovico) descendent autant de lignées: celle de Giovanni s'éteignit rapidement, reste une descendance naturelle à Pavie, seigneur de Marcignago et Giovenzano (aujourd'hui hameau de Vellezzo Bellini), éteinte en 1738; celle de Nicolò s'éteignit en 1613 avec le marquis Orazio qui en 1568 avait vendu sa part de Scipione et Salsomaggiore au duc de Parme; Celle de Ludovico dura husqu'à 1776.

## Pallavicino de Pellegrino
Pelavicino, fils de Guglielmo, eut le marquisat de Pellegrino Parmense. Ses descendants furent confirmés dans leurs fief par les Visconti ducs de Milan, mais en 1428 les deux cousins Manfredo et Antonio, accusés d'avoir conspiré, furent expropriés de leurs fiefs. Leurs descendants vécurent dans de modestes conditions dans la région de Parme avant de s'éteindre en 1795.

## Oberto Pelavicino et ses descendants
Le plus célèbre des fils de Guglielmo fut Oberto II Pellavicino, partisan de l'empereur Frederic II et par la suite chef reconnu du parti gibelin de la vallée padane. Il fut seigneur de Crémone, Pavie, Plaisance, vicaire impérial, capitaine général de Milan. Sa fortune déclina avec l'arrivée en Italie de Charles d'Anjou, la défaite de Conradin de Hohenstaufen et le triomphe du parti guelfe. Ils lui restèrent seuls les biens hérités qui passèrent au fils Manfredino et dont les fils Oberto et Donnino en 1348 se partagèrent les fiefs. Oberto en particulier obtint Busseto, chef-lieu de l'État Pallavicino; Oberto réalisa une solide alliance avec les Visconti de Milan. Oberto, par l'intermédiaire de Nicolò (fidèle allié de Jean Galéas Visconti) se joignit à Orlando il Magnifico, qui donna à l'État Pallavicino les statuts qui permirent le fonctionnement de l'état pendant trois siècles. Il fut le dernier marquis sous lequel l'État maintint son unité. Oberto, en 1453 le partagea entre ses nombreux fils d'où l'origine des lignées de Varano, Tabiano, Cortemaggiore, Busseto, Polesine et Zibello. Avant de s'occuper de ceux-ci, de Donnino descendent les marquis de Ravarano (hameau de Calestano dans les Apennins parmesan); ceux-ci, se divisant en plusieurs lignées s'éteignirent avant le XVIIIe siècle, une lignée perdura qui acquit le fief de Stupinigi et se déplaça dans le Piémont. Celle-ci eut de nombreuses charges auprès de la cour de Savoie, gouverneur de Ceva, marquis de Frabosa Soprana et Frabosa Sottana, et elle s'éteignit pour sa branche principale en 1816 alors que la branche cadette des marquis de Priola est aujourd'hui encore florissante.

## Pallavicino de Varano
Nicolò, fils d'Orlando le Magnifique fut le fondateur de cette branche, il était marquis de Varano de' Melegari, dans les Apennins parmesans, son château fut construit par son père, il possédait aussi Castelguelfo (Fontevivo) et d'autres localités. Ils s'éteignirent en 1782.

## Pallavicino de Tabiano
Oberto, fils d'Orlando le Magnifique fut le fondateur de cette branche, il était le marquis de Tabiano vers Salsomaggiore Terme. Sa descendance s'éteignit au XVIIIe siècle.

## Pallavicino de Cortemaggiore
Gianluigi, fils d'Orlando le Magnifique fut le fondateur de cette branche; il reçut l'important marquisat de Cortemaggiore avec Busseto et son fils Orlando il Gobbo ajouta Fiorenzuola d'Arda. Sa descendance s'éteignit dès le XVIe siècle. Sforza Pallavicino, demandant pour héritier d'une partie de Busseto son parent Alessandro Pallavicino de Zibello, fut à l'origine d'un funeste litige avec la branche de Busseto.

## Pallavicino de Polesine
Gianmanfredo, fils d'Orlando le Magnifique fut le fondateur de cette branche, il obtint le marquisat de Polesine Parmense. Sa descendance s'éteignit au XVIIIe siècle.

## Pallavicino de Busseto
La lignée la plus illustre de la maison débuta avec Pallavicino, fils d'Orlando il Magnifico; au marquisat de Busseto, son fils Galeazzo I ajouta Fidenza, Felino, Torrechiara. Adalberto, fils naturel de Galeazzo I, obtint de l'empereur et du pape de succéder à Busseto et à Cortemaggiore (après l'extension de la banche homonyme). Comme une partie de Busseto, comme nous l'avons vu avait été laissé en héritage à la branche de Zibello, un litige opposa Alessandro di Zibello et Galeazzo II, fils de Adalberto, dont profitèrent les Farnèse, duc de Parme et de Plaisance, pour confisquer l'État Pallavicino. Inutilement le fils Galeazzo III obtint une sentence favorable du tribunal impérial: ses descendants furent souverains de L'État Pallavicino seulement de nom. Sa descendance s'éteignit au XIXe siècle. De Sforza Pallavicino, fils de Galeazzo II, descendirent les Pallavicino Trivulzio, seigneurs de San Fiorano, éteints en 1878 avec le marquis Giorgio Guido Pallavicino Trivulzio, patriote du Risorgimento.

## Pallavicino de Zibello
Gianfrancesco, fils d'Orlando le Magnifique fut le fondateur de cette branche ; il reçut le marquisat de Zibello. Le litige qui opposa Alessandro de Zibello à son cousin Galeazzo II de Busseto eut pour conséquence que la maison non seulement ne succéda pas à Busseto mais perdit le fief impérial de Zibello à l'avantage des Farnèse. Ses descendants restèrent malgré tout dans le fief de Zibello (comme vassaux des ducs de Parme) jusqu'à l'abolition de la féodalité. Cette lignée qui s'est partagée en de nombreuses branches est encore florissante.

## Pallavicini de Gênes
Cette branche génoise des Pallavicino (ou Pallavicini) descend du  deuxième fils de Guglielmo, Niccolò. Elle donna à la république de Gênes de nombreux sénateurs, trois gouverneurs ainsi que trois doges et au Vatican de nombreux prélats. Elle est historiquement basée dans la paroisse de San Pancrazio.

Armoiries des Pallavicini de Gêne
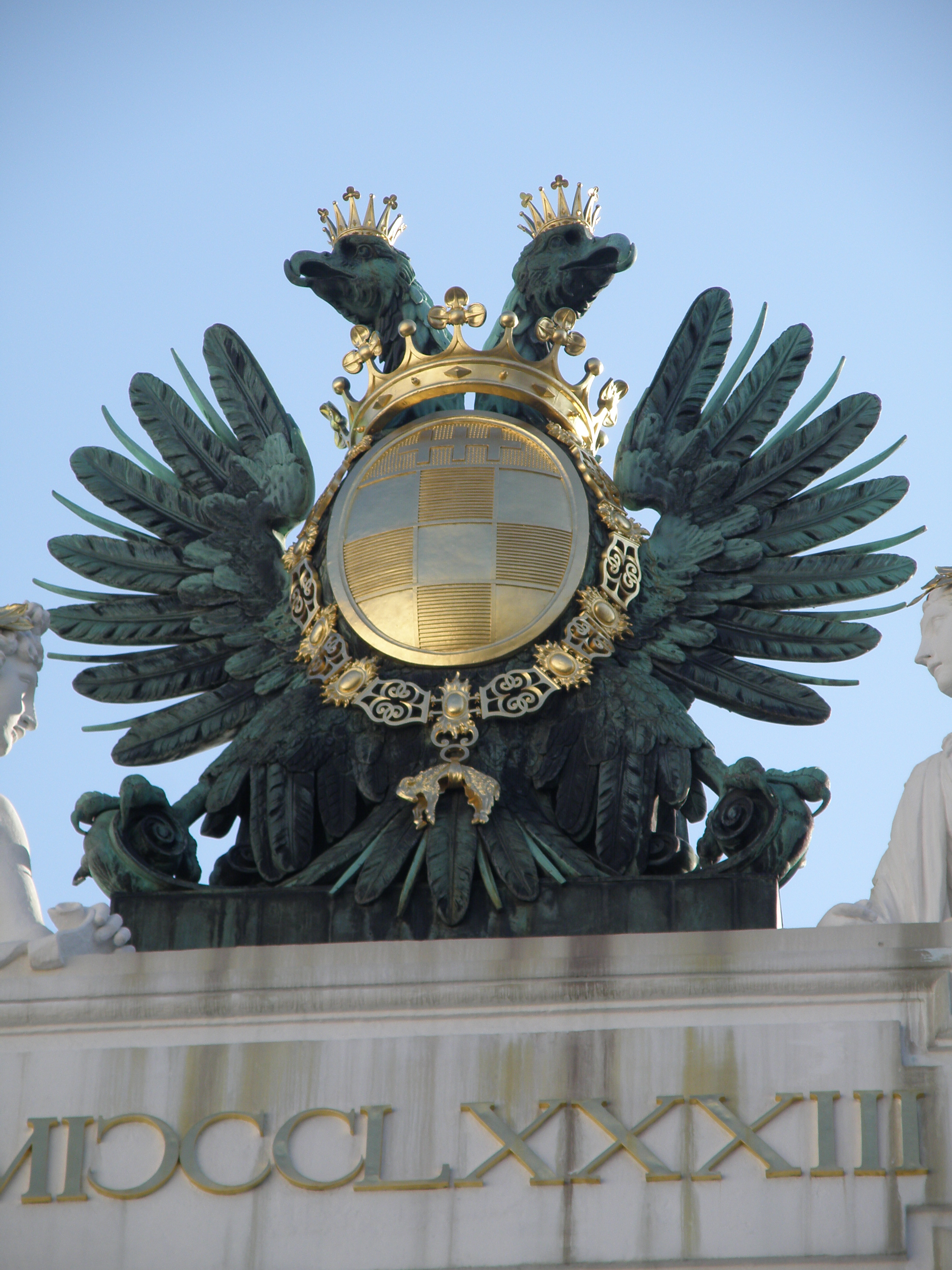
Armoiries des Pallavicini au Palais Pallavicini de Vienne

De cette même branche est issu Donnino (1557), qui donnera la branche piémontaise de Stupinigi.

## Personnalités
- Giovanni Pallavicini, fils de Nicolò et époux de Maria Fieschi, élu conseiller de Gênes en 1225.
- Guglielmo Pallavicini, gouverneur de Gênes (1353-1355) au nom de Jean Visconti.
- Antonio Gentile Pallavicino (1441-1507), cardinal italien.
- Giovanni Battista Pallavicino (1480-1524), cardinal italien.
- Giovanni Pallavicino, gouverneur de Gênes (1471-1473).
- Gian Francesco Pallavicino, gouverneur de Gênes (1475-1477).
- Agostino Pallavicini (1577-1649), gouverneur de Corse puis doge de Gênes et roi de Corse (1637-1639).
- Lazzaro Pallavicino (1603-1680), cardinal italien.
- Lazzaro Opizio Pallavicino (1719-1785), cardinal italien.
- Gian Carlo Pallavicino (1722-1794), doge de Gênes.
- Alerame Maria Pallavicini (it) (1730-1805), Doge de Gênes.
- marquis Domenico Pallavicini (+ 1805), qui épouse une égérie des poètes génois, Luigia (1772-1841).
- marquis Alfred von Pallavicini (de) (1848-1886), alpiniste autrichien et connu en son temps comme l'homme le plus fort de Vienne.
- marquis Johann von Pallavicini (1848-1941), diplomate austro-hongrois.
- marquis Ede Pallavicini (hu) (1845-1914), économiste et homme politique hongrois, membre de la Chambre des Magnats. Père du suivant.
- marquis György Pallavicini (hu) (1881-1946), grand propriétaire hongrois, secrétaire d'État et parlementaire légitimiste, président de la Fédération hongroise de football. Époux de la comtesse Borbálá Andrássy, petite-fille de Gyula Andrássy.
- Antal Pallavicini né marquis Antal Pallavicini (1922-1957), commandant dans l'armée hongroise, martyr de l'insurrection de Budapest en 1956, réhabilité en 1989 et promu colonel à titre posthume. Fils du précédent.
- marquis Friedrich Pallavicini (né en 1924), épouse en 1961 la princesse Helene de Wurtemberg.
- marquis Alfonso Pallavicini, Président de l'European Historic Houses Association, marié avec la comtesse Elisabeth d'Udekem d'Acoz, sœur de la reine Mathilde des Belges[2].
- Leontina, marquise Pallavicini, mariée avec Umberto Ruffo di Calabria, neveu de la reine Paola de Belgique.
- marquis Anton Pallavicini, Feldmarschalleutnant austro-hongrois, Oberleutnant de la Garde du corps royale hongroise au début de la Première Guerre mondiale.
- Giuseppe Pallavicini Caffarelli (1943-), traducteur et écrivain.